# 犬飼俊久
犬飼 俊久（いぬかい としひさ　1944年1月7日 - ）は、日本のアナウンサー、実業家。愛知県名古屋市瑞穂区生まれ。

## 来歴・人物
東海高等学校卒業。1967年（昭和42年）に中央大学商学部会計学科を卒業後、東海ラジオ放送へ入社。主にプロ野球の中日ドラゴンズ戦（『ガッツナイター』）などスポーツ中継を担当し、1974年・1982年・1988年のセントラル・リーグ優勝や1994年（平成6年）の「10.8決戦」など多くの名試合の実況を担当してきた。また、東海地方の有名企業のトップ・財界人にインタビューする番組を担当していた。
2004年12月に報道制作局長兼放送技術局長（役員待遇）となった後、2005年6月に取締役報道制作局長となりアナウンサーとしての一線から退くも、スペシャルウィーク（聴取率調査週間）時の『ガッツナイター』には特別に実況を担当することもあった。2007年1月取締役東京支社長（同年6月より常務取締役東京支社長）に転出するとともにアナウンサー職を離れた。2009年に本社へ戻り、常務として番組審議会に出席していたが、同年6月に取締役を退任し、子会社である東放企業株式会社（尾張温泉などを運営する会社）の代表取締役社長を務めた。
2009年9月30日の中日対巨人戦（ナゴヤドーム。この日は2009年のナゴヤドームでのレギュラーシーズン最終戦となった）の試合終了後に行われた立浪和義の選手引退セレモニーで司会を務めた（司会を務めることは公には発表されていなかった）。
2011年7月にはフリーアナウンサーとして、RADIO SANQの高校野球（全国高等学校野球選手権愛知大会）中継で数年ぶりのスポーツ実況を元同僚の亀関開とともに担当。さらに、2014年7月14日の中日対阪神戦（ナゴヤドーム）で、東海ラジオでの野球実況を8年ぶりに担当したほか、2018年3月3日のオープン戦中日対楽天戦（ナゴヤドーム・星野仙一の追悼試合）においてDAZN向け中継の実況に起用された。
80歳となった2024年4月29日の対横浜DeNA戦は東海ラジオ『ガッツナイターClassic Day』として、3回裏まで実況（解説：鈴木孝政、4回以降は自局の村上和宏が実況を担当するリレー形式）を担当した。

## 出演番組

### 東海ラジオ時代
- 東海ラジオ ガッツナイター - 1969年から2006年までの間に実況を担当[2]。初実況は1969年8月13日の中日対アトムズ戦（中日スタヂアム）[2]。『ダッシュ!東海GO!GO!ナイター』時代の1971年には、6月20日の中日対巨人戦（中日スタヂアム）で初の全国ネット向け実況を担当[2]。『東海ラジオ ショーナイター』時代の1974年には、開局以来初のリーグ優勝や日本シリーズ（対ロッテ第1戦…10月16日）中継の実況を担当している。
- 名古屋国際女子マラソン中継（第1回より担当[2]）
- 競馬中継
  - 1974年6月23日に中京競馬場で行われた高松宮記念（ハイセイコー最後の1着レース）[2]
- 犬飼俊久のいきいきインタビュー（『あんびるとよぞう ラジオナイト』内）
- スポーツNOW - 2000年度ナイターオフ（2000年10月 - 2001年3月）、平日18:00 - 18:50に放送のスポーツ情報番組。月・火曜パーソナリティを担当。

### 東海ラジオ退社後
- スポーツスペシャル めざせ!甲子園（2011年7月17日、RADIO SANQ） ※瀬戸北総合対江南（小牧市総合運動場野球場）を実況。
- 東海ラジオ ドラゴンズスペシャル 犬飼俊久実況中継（2014年7月14日）※中日対阪神戦（ナゴヤドーム）を実況。
- ドラゴンズスペシャル 星野仙一氏追悼試合 プロ野球オープン戦 中日×楽天 実況中継（2018年3月3日 12:30 - 15:30）[10]
- 東海ラジオ『ガッツナイターClassic Day』（2024年4月29日）※中日対横浜DeNA戦（バンテリンドームナゴヤ）を3回裏まで実況。

## ディスコグラフィ
- 唸れ!!快速球 ドラゴンズの星・小松への賛歌（1979年、キャニオン・レコード発売。小松辰雄=中日投手の応援歌）

## 著書
- 話せば知恵がわいてくる 犬飼俊久のいきいきインタビュー（2000年、東海ラジオ放送発行。著者：犬飼俊久・東海ラジオ、編者：東海ラジオ事業局） ISBN 4924922048

## 連載
- ワンちゃんのマイク余話（『月刊ドラゴンズ』2012年5月号 - 2014年3月号）

## 参考資料
- '98プロ野球12球団全選手百科名鑑（『ホームラン』1998年3月号増刊。日本スポーツ出版社発行）
- 『月刊ドラゴンズ』2012年5月号（中日新聞社発行）掲載『ワンちゃんのマイク余話』第1回
- 週刊中国新聞経済メールマガジン